# DPJ Workspace
DPJ Workspace är ett svenskt företag som specialiserar sig på att sälja möbler till kontorsmiljöer. Företaget grundades av Dick Peter Johansson år 1995 och har sitt huvudkontor i Stockholm. DPJ Workspace säljer både online och via en fysisk butik i Stockholm.
2022 förvärvades DPJ Workspace av AJ Produkter.
DPJ Workspace säljer till kunder i en mängd olika länder, inklusive Sverige, Finland, Tyskland, Nederländerna, Danmark, Österrike och Frankrike.
År 2023 lanserade DPJ Workspace en tjänst som möjliggör 3D-ritade inredningsförslag. Genom denna tjänst kan användare skicka in ritningsunderlag och erhålla 3D-visualiseringar av kontorslokaler som är inredda med kontorsmöbler. 